# Beth din
Beth din (hebreiska: בית דין) är en judisk domstol, där domarna i dag är rabbiner. Under antik tid utgjorde beth din den dåvarande judiska statens domstolssystem. I dag är inrättningen en domstol i religiösa ärenden för judiska medborgare i staten Israel. Dessutom finns det i varierande utsträckning beth din-domstolar som ägnar sig åt religiösa utlåtanden och tvistelösande inom judiska församlingar utanför Israel.
En beth din består ofta av tre judiska män som är kunniga inom judisk lag. En sådan domstol har bland annat mandat att uttala sig i frågor rörande skilsmässor, godkänna proselyter och övriga frågor kring praktisk judiskt liv.